# Hanglejtés
A hanglejtés (idegen szóval intonáció) a hangtanban a nyelv egyik szupraszegmentális tényezője, más néven prozódiai eleme. A terminusnak több meghatározása létezik. Tágabb értelemben a hanglejtés a szótag magjának hangmagasság-szintjét vagy annak változását illeti, amely jelenségnek jelentésmegkülönböztető funkciója van a szó szintjén, valamint a szószerkezetet és a mondatot érintő hangmagasság-változásra is vonatkozik, amely ezeknek hangmagasság-mintázatot, köznyelvi szóval dallamot ad. Szűkebb értelemben csak szónál hosszabb szakaszoknak tulajdonítanak hanglejtést. Azok, akik a szűkebb értelemben használják a hanglejtés terminust, tónusnak nevezik a csak szótagmagot érintő jelenséget, az ún. tonális nyelvekkel kapcsolatban, amelyekben a tónusoknak fontos szerepük van a szavak lexikai és nyelvtani jelentésének a kifejezésében.
A szűkebben értelmezett hanglejtésnek is több meghatározása van, attól függően, hogy mit tekintenek összetevőinek.

## A hanglejtés összetevői
Egyes szerzők szerint a hanglejtésnek három összetevője van: a hangsúly, mely gyakran a hangerő növekedésével jár, a hangok magassága és a nyelvi egységek közötti szünet.
Bărbuță 2000 azt állítja, hogy a hanglejtés dallam, ritmus, hangerő, tempó és hangszín együttese.
Čirgić 2010 úgy véli, hogy a hanglejtés paraméterei a mondat dallama, a mondathangsúly, amely a mondat predikátumának egyik szavára esik, és a szünet.
Más nyelvészek, például Barić 1997, hanglejtésnek csak a mondat dallamát nevezik, a mondathangsúlyt és a szünetet pedig nem számítják bele, hanem úgy tekintik, hogy mindhárom pragmatikai és mondattani funkciókat teljesít együttesen olyan jelentések kifejezésére, amelyek nélkülük nem lennének kifejezve, vagy hozzájárulnak kifejezésükhöz grammatikai eszközökkel együtt.
A zenéből vett dallam terminus, vagyis az előbbi értelemben vett hanglejlés, az a mintázat, amelyet a hangok változó magassága képez a szószerkezetben és a mondatban. Egyes szerzők pontosítják az így értett hanglejtés összetevőit, melyek száma egyesek szerint három, mások szerint négy.
A hangfekvés a beszédhang átlagos magassága. Ezt a hangszálak rezgésének frekvenciája (gyakorisága), de a feszességük is adja, mely a hangsúlytól függ. Minél nagyobb a rezgések frekvenciája és a hangsúly nyomatéka, annál magasabb a hangfekvés. Egyes szerzők három hangfekési szintet különböztetnek meg: mély, közepes és magas. Más szerzők egy negyediket is hozzájuk adnak, a nagyon magasat (franciául aigu). A hangfekvés több egyéni tényezőtől is függ. A férfiak mélyebb hangfekvésben beszélnek, a nők és a gyerekek magasabb hangfekvésben. Az egyén természete is ilyen tényező. A komoly emberek mélyebb hangfekvésben beszélnek, mint a vidámak.
A hangköz lehet nagyobb vagy kisebb: nagyon tág (60% felett), tág (40–60%), közepes (20–40%), szűk (10–20%) és nagyon szűk (10% alatt). Összefügg a hangfekvéssel, és a beszélő hangulata befolyásolja: élénkebb hangulat nagyobb hangközökkel jár, a borús hangulat kisebbekkel, monotonként érzékeltetve a hanglejtést.
A hangmenet a magasság váltakozásának irányát jelenti, és mindegyik hangfekvésben megvalósulhat. Három főbb irány (hanglejtési alapforma) van: emelkedő, ereszkedő és egyenletes (lebegő). Továbbá az első kettő lehet hirtelen. Ez esetben az emelkedő szökőnek nevezett, az ereszkedő pedig esőnek. Vannak összetett formák is: emelkedő–ereszkedő, ereszkedő–emelkedő, emelkedő–egyszintű–ereszkedő stb., beleértve a hirtelen változataikkal is. A hangmenet a hangközökkel úgy függ össze, hogy ezek kicsik a nem hirtelen hangmenet esetében, és nagyok a hirtelenében.
Egyes szerzők szerint a hanglejtés negyedik összetevője a dallam görbéje, amely lehet domború vagy homorú.

## A hanglejtés funkciói
A hanglejtésnek vannak pragmatikai (közlésinek, kommunikatívnak is nevezett), valamint mondattani funkciói. Egyazon funkció nyelvtől függően különböző hanglejtési vonásokkal valósulhat meg.

### Pragmatikai funkciók
A francia nyelvre vonatkozóan Pierre Delattre, az alábbi párbeszéddel illusztrálva,
| – Si ces œufs étaient frais, j’en prendrais. Qui les vend ? C’est bien toi, ma jolie ? – Évidemment, Monsieur ! – Allons donc ! Prouve-le-moi ! | – Ha ez a tojás friss lenne, vennék. Ki árulja? Te, szépségem? – Természetesen, uram! – Na ne mondd! Bizonyítsad be nekem! |

tíz alaphanglejtést különböztet meg (A hangfekvések számokkal vannak megjelölve, de nincsenek visszaadva a dallamok görbéi.):
| 4 |        |      |
| 3 |        | œufs |
| 2 | Si ces |      |
| 1 |        |      |

| 4 |   |        | frais, |
| 3 |   | taient |        |
| 2 | é |        |        |
| 1 |   |        |        |

| 4 |           |        |
| 3 |           |        |
| 2 | j’en pren |        |
| 1 |           | drais. |

| 4 | Qui |     |        |
| 3 |     |     |        |
| 2 |     | les |        |
| 1 |     |     | vend ? |

| 4 |       |      | toi, |
| 3 |       | bien |      |
| 2 | C’est |      |      |
| 1 |       |      |      |

| 4 | ma jolie ? |
| 3 |            |
| 2 |            |
| 1 |            |

| 4 |   |    | demment, |
| 3 |   | vi |          |
| 2 | É |    |          |
| 1 |   |    |          |

| 4 |            |
| 3 |            |
| 2 |            |
| 1 | Monsieur ! |

| 4 | A |       |        |
| 3 |   | llons |        |
| 2 |   |       |        |
| 1 |   |       | donc ! |

| 4 | Prouve- |     |       |
| 3 |         |     |       |
| 2 |         | le- |       |
| 1 |         |     | moi ! |

Elsősorban a hanglejtés megkülönbözteti a megnyilatkozás típusainak szempontjából a kijelentő, a kérdő és a felkiáltó mondatokat. Az ezeket kifejezőket alaphanglejtés-típusoknak tekintik:
- kijelentő – rövid mondatban ereszkedő (a 3. számú, Delattre elnevezésével „véglegesség”);
- kérdő – eldöntendő kérdésben emelkedő (5. sz.);
- felkiáltó, beleértve parancsoló – hirtelen ereszkedő (9. sz. és 10. sz.).

A más eszközzel is kifejezett eldöntendő kérdés hanglejtése különbözik az alaptípustól, mégpedig ereszkedő: (franciául) Viens-tu avec moi ? (az alany és az állítmány helyének felcserélésével) vagy Est-ce que tu viens avec moi ? (kérdő szókapcsolattal).
A magyar kijelentő mondat hanglejtése enyhén ereszkedő: A színházban voltál. A vajon vagy az -e kérdőszós eldöntendő kérdésé is ereszkedő: Vajon a színházban voltál?, Voltál-e a színházban? A kérdőszó nélküli eldöntendő kérdés hanglejtése különbözik, emelkedő-eső: A színházban voltál?
Csupán a hanglejtés variálásával, szavak hozzáadása nélkül, árnyalatokat lehet kifejezni például a kiegészítendő kérdés esetében. Példák:
- MMikorOmentélKhaza? – ereszkedő hanglejtés (M – magas, O a várt hangsúly és hanglejtés hiánya, K – közepes) – Először megkérdezve, a beszélő egyszerűen meg akarja tudni, hogy mely időpontban ment haza a kérdés címzettje.
- MMikorOmentélThaza? – ereszkedő-szökő hanglejtés (T – túlmagas) – ismételt kérdés, hozzáadott szavakkal a következő lenne: Megmondanád (még egyszer, mégis), hogy mikor mentél haza? Igen vagy nem?
- MMikorOmentélAhazTa? – ereszkedő-eső-szökő hanglejtés (A – alacsony) – visszhangkérdés, másként kifejezve: Azt kérdezted, hogy mikor mentél haza?

A közép-délszláv diarendszer nyelveiben:
- A kijelentő egyszerű vagy összetett mondat emelkedő–ereszkedő hanglejtésű: Ivan će doći ’Iván eljön’, Ivan će doći kad bude imao vremena ’Ivan eljön, amikor lesz ideje’.
- A kerdőszó nélküli kérdő mondatnak emelkedő a hanglejtése: Ivan će doći? ’Ivan eljön?’, Ivan će doći kad bude imao vremena? ’Ivan eljön, amikor lesz ideje?’
- A kerdőszós kérdő mondat ereszkedő hanglejtésű: Ko će doći? ’Ki jön el?’, Ko će doći kad bude imao vremena? ’Ki jön el, amikor lesz ideje?’
- A felkiáltó mondat hanglejtése is ereszkedő: Ivan će doći! ’Ivan eljön!’, Ivan će doći kad bude imao vremena! ’Ivan eljön, amikor lesz ideje!’

Ugyancsak pragmatikai szempontból a hanglejtés különféle érzelmeket is kifejez: haragot, felháborodást, örömöt stb. (lásd fentebb a 9-es számú mondatot).
A hanglejtés olyasmit is sugallhat, amit nem fejeznek ki közvetlenül. Például egy olyan parancsoló mondat, mint (franciául) Viens avec moi ! ’Gyere velem!’ különféle hanglejtésekkel úgy árnyalható, hogy semleges utasítást, ajánlatot, kérést vagy fenyegetést fejezzen ki. Úgyszintén, egy olyan kérdő mondat, mint Tu n’as pas acheté de chocolat ? ’Nem vettél csokoládét?’ kifejezhet hanglejtés révén semleges kérdést, csodálkozást vagy csalódottságot. Kijelentő mondat is, mint például Je n’ai pas encore terminé ’Még nem fejeztem be’ a következőket is kifejezheti közvetetten: „Hagyjatok beszélni!”, „Sajnos nem sikerült befejeznem”, „Azt hiszed, könnyű?”, „Attól tartok, hogy még sokat kell dolgoznom rajta”, „Nehezebb, mint hittem”, „Addig tart, ameddig tart, várjon!” stb.

### Mondattani funkciók
A hanglejtésnek mondattani funkciói is vannak a szószerkezet, az egyszerű mondat és az összetett mondat szintjén, a hangsúlyozással és a szünettel együtt.

#### A szószerkezetben és az egyszerű mondatban
A magyarban a hanglejtés azzal, hogy okoz-e vagy nem törést, azaz szünetet, megjelöli például, hogy melyik főnévhez kötődik egy jelző:
OaKhatalmasABudapestenAtalálhatóAkönyvtárak (A hatalmas jelző a Budapest főnévé.) vs.
OaKhatalmas, KBudapestenAtalálhatóAkönyvtárak (A hatalmas jelző a könyvtárak főnévé.)
Amikor az egyszerű mondat egyik részét az elejére helyezik kiemelése céljából, ebben a hangfekvések magasabbak, mint a nem kiemelt részben: (franciául) Il est pas mal, ce film ’Nem rossz ez a film’.
A szünettel együtt a hanglejtés kivételes módon helyettesíti a névszói-igei állítmány kopuláját olyan nyelvekben, amelyekben szabály szerint a létigét mindegyik alakjában ki kell tenni, például (románul) Vorba lungă, sărăcia omului (közmondás) szó szerint ’A hosszú beszéd az ember szegénysége’.
Olykor a mondathangsúlyjal együtt a hanglejtés megkülönbözteti az alanyt a tárgytól: (románul) Își ajută părinții (A) copiii (T) ’Segítik a szülők a gyerekeiket’ (emelkedő–ereszkedő hanglejtés mondathangsúlyjal, tehát a legmagasabb hangfekvéssel az állítmányon) vs. Își ajută părinții (T) copiii (A) ’A szüleiket segítik a gyerekek’ (emelkedő–ereszkedő hanglejtés mondathangsúlyjal a părinții ’a szülők’ szón).
A magyarban az alábbi példákban a hanglejtés és a mondathangsúly megkülönbözteti az alanyt és a raggal nem jelölt birtokos jelzőt:
AMNépszabadság AkulturálisAmellékletében közli, hogy… (A Népszabadság alany, és utána szünet van.) vs.
AANépszabadságAkulturálisAmellékletében olvashatjuk, hogy… (A Népszabadság birtokos jelző, és utána nincs szünet.)
A hanglejtés hozzájárul a mondattani egységek elkülönítéséhez, magasabb hangfekvéssel jelölve, hogy a mondat folytatódni fog (lásd fentebb Delattre 1-es és 2-es mondatait). Ugyanaz történik felsorolás mindegyik eleme után, kivéve az utolsót: (franciául) Pour faire une vinaigrette, il suffit de peu de choses : huile, vinaigre, sel, poivre ’Ecetes mártás készítéséhes kevés dolog kell: olaj, ecet, só, bors’.

#### Az összetett mondatban
Az előbbi funkció megvalósul összetett mondatban is: (franciául) La semaine dernière, j’étais à Bruxelles, j’ai donné des cours, j’ai vu des collègues et bu de bonnes bières ’A múlt héten Bruxelles-ben voltam, előadásokat tartottam, kollégákkal találkoztam és jó söröket ittam’.
A hanglejtés és a szünet olykor mellérendelést vagy alárendelést fejez ki kötőszó hiányában, de anélkül, hogy pontosítani lehetne, milyen viszonyról van szó. Például (franciául) a Cet homme est habile, il réussira ’Ez az ember ügyes, sikerülni fog neki’ mondatnak a következők felelnek meg: Cet homme est habile, aussi réussira-t-il ’Ez az ember ügyes, ezért sikerülni fog neki’, Cet homme est habile et il réussira ’Ez az ember ügyes, és sikerülni fog neki’, Cet homme réussira parce qu’il est habile ’Ennek az embernek sikerülni fog, mert ügyes’.
Ugyancsak a hanglejtés, a mondathangsúly és a szünet elhatárolja a főmondatot a beleékelt jelzői vagy határozói mellékmondattól azzal, hogy magasabb hangfekvésű a főmondat első részének az utolsó szava és a mellékmondat utolsó szava: (franciául) La Finlande, où il y a beaucoup de lacs, est un pays idéal pour la pêche ’Finnország, ahol sok tó van, ideális ország a horgászás számára’.
Egyetlen alanyú összetett mondatban a hanglejtés és a szünet jelzi, hogy melyik tagmondatban van az alany: (románul) Când a venit mama, s-a bucurat de ce a văzut ’Amikor megjött a mama, megörült attól, amit látott’ vs. Când a venit, mama s-a bucurat de ce a văzut ’Amikor megjött, a mama megörült attól, amit látott’.
A hanglejtésnek jelentésmegkülönböztető funkciója lehet azzal, hogy okoz vagy nem okoz törést főmondat és mellékmondat között. Írásban a törést vessző jelzi: Il n’est pas parti parce qu’il avait peur (törés nélkül) ’Nem azért nem ment el, mert félt volna’ vs. Il n’est pas parti, parce qu’il avait peur (töréssel) ’Azért nem ment el, mert félt’.